# Torneo de Queen's Club 2012
El AEGON Championships 2012 es un torneo de tenis del ATP Tour 2012. El torneo tendrá lugar en la ciudad de Londres, Reino Unido, desde el 11 de junio hasta el 17 de junio, de 2012. El torneo es un evento correspondiente al ATP World Tour 250. 

## Campeones

### Individual
Marin Čilić vence a  David Nalbandian por 6-7(3), 4-3 y descalificación por conducta antideportiva.

### Dobles
Max Mirnyi /  Daniel Nestor vencen a  Bob Bryan /  Mike Bryan por 6-3, 6-4.